# 江门海关旧址
江门海关旧址，位于中国广东省江门市蓬江区北街海傍街江门海关大院内。2000年10月，公布为江门市文物保护单位。2008年11月，公布为广东省文物保护单位。
光绪三十年（1904年），江门海关设立，建关之初即为广东八大关之一。1904年，江门关税务司办公室兴建，由英国人建造，建筑样式为英式。1949年后，该地长期作为江门海关的办公室。2009年，因建筑新楼需要，该建筑原地平移了100米。